# 세계한국말인증시험
세계한국말인증시험(世界韓國말認證試驗, 영어: Korean Language Proficiency Test, KLPT)은 한국어를 모국어로 하지 않는 사람들을 대상으로 하는 한국어 능력 평가 시험이며 아직 국가 공인 민간 시험 자격을 받지 못하고 있다.(https://web.archive.org/web/20100822194052/http://www.pqi.or.kr/sub/sub.jsp 참조) 시험을 치르는 사람이 한국에 살기에 충분히 언어 실력이 있는지, 한국 회사에서 직원으로서 일할 만큼의 실력이 있는지 결정하는 것이 목표이다.

## 시험 구성
시험은 듣기, 어휘, 문법, 읽기, 담화 이렇게 총 5개로 나뉜다.
- 듣기: 문항 수 40개, 200점, 40분 소요
- 어휘, 문법, 읽기, 담화: 각 영역마다 문항수 15개, 각 영역마다 75점 (총 70분)

총 문항 수는 100개, 500점, 소요 시간은 110분이 걸린다.

## 같이 보기
- 한국어능력시험(TOPIK)